# Caccothryptus rouyeri
Caccothryptus rouyeri är en skalbaggsart som först beskrevs av Maurice Pic 1922.  Caccothryptus rouyeri ingår i släktet Caccothryptus och familjen lerstrandbaggar. Inga underarter finns listade i Catalogue of Life.